# Charles Désiré de Lennox
Pour les articles homonymes, voir Lennox.
Charles Désiré de Lennox, né en 1795 à Philadelphie et mort en 1836 à Londres, est un officier et aérostier français. 

## Biographie
Né à Philadelphie d'une famille originaire d'Écosse, il vient très jeune en France. Lennox est aide de camp en 1815 du général Damas. Il est nommé en 1821 capitaine de cavalerie et entre en 1824 à l'École royale d'application de Versailles. 
Instructeur à l'école royale de Saint-Cyr (1830), fidèle bonapartiste, il est en 1830 le directeur du journal La Révolution.
Aérostier, il accomplit son premier vole à Paris en 1832 et effectue diverses démonstrations à Londres (1835). Il est célèbre pour avoir construit en 1834 avec le docteur Le Berrier, un immense ballon comportant un gouvernail à l'avant et un autre à l'arrière de la nacelle. Ce ballon, nommé L'Aigle, de 2 800 m3, engloutit toute sa fortune mais, lors d'un essai à Paris le 17 août 1834, avec plusieurs scientifiques dont Stéphane Ajasson de Grandsagne, il prend feu et s'écrase,. 
Lennox meurt à Londres en 1836 d'une maladie de cœur. 
Jules Verne évoque le comte de Lennox dans son article Encore un navire aérien. 